# Manolete
Manuel Laureano Rodríguez Sánchez (født 4. juli 1917, død 28. august 1947) som er bedre kendt som Manolete var en spansk tyrefægter. Han blev kendt kort efter den spanske borgerkrig og bliver af mange betragtet som den bedste tyrefægter nogensinde.